# Збунин
Збунин (бел. Збунін) — деревня в Брестском районе Брестской области Беларуси. Входит в состав Знаменского сельсовета. Население — 162 человека (2019).

## География
Деревня расположена в южной части района в 26 км южнее Бреста, в 2 км восточнее границы с Польшей, которая здесь проходит по реке Западный Буг, и в 20 км к северу от границы с Украиной, у автодороги Р94 Брест — погранпереход Домачево. Неподалёку находится одноимённый остановочный пункт на железнодорожной линии Брест — Томашовка. Через деревню течёт небольшая река Середовая Речка, приток Буга.

## История
Обнаруженная археологами стоянка в 2 км к северу от деревни, на песчаном холме, на правом берегу реки Западный Буг эпохи позднего неолита и бронзового века (3-2-е тыс. до н. э.) свидетельствует о деятельности человека в этих местах с глубокой древности.
С XVI века было шляхетским имением. После административно-территориальной реформы середины XVI века в Великом княжестве Литовском вошло в состав Берестейского воеводства. В 1628 году в деревне на средства князя Николая Сапеги построена деревянная православная церковь св. Николая.
После третьего раздела Речи Посполитой (1795) в составе Российской империи, с 1801 года — в Гродненской губернии. В XIX веке — в составе имения Медно, собственником которого в 1846 году была графиня Красинская. В 1870 году уже работало народное училище. В 1878 году здесь 122 двора; село входило в состав Меднянской волости Брестского уезда. В 1890 село было центром Збунинского сельского общества, к которому относилось 677 десятин земли, к церкви также относилось 104 десятины.
По переписи 1897 года — 604 жителя (296 мужчин, 308 женщин, из них 585 православных). В 1905 году — село (649 жителей) и фольварк (6 жителей) той же волости.
В Первую мировую войну с 1915 года оккупировано германскими войсками. Согласно Рижскому мирному договору (1921) деревня вошла в состав межвоенной Польши, где принадлежала гмине Медно Брестского повета Полесского воеводства (в 1921 году — 105 дворов). С 1939 года в составе БССР. В 1940 году — 120 дворов.
В Великую Отечественную войну гитлеровские оккупанты сожгли 20 дворов, убили 15 жителей. 17 советских воинов похоронены в братской могиле. В 1970 году на братской могиле воздвигнут обелиск. После войны деревня была перенесена на новое место подальше от границы.
Церковь Св. Николая XVII века не сохранилась.

## Население
На 1 января 2018 года насчитывалось 158 жителей в 79 домохозяйствах, из них 15 младше трудоспособного возраста, 91 — в трудоспособном возрасте и 52 — старше трудоспособного возраста.

## Достопримечательности
- Археологическая стоянка эпохи позднего неолита и бронзового века (3–2-е тыс. до н.э.). Выявлена и обследована в 1898 году[4]. Включена в Государственный список историко-культурных ценностей Республики Беларусь[6]  Историко-культурная ценность Республики Беларусь, шифр 113В000090
- Братская могила (1941—1944) —  Историко-культурная ценность Республики Беларусь, шифр 113Д000091

## Инфраструктура
Расположены магазин, дом социальных услуг. Действует деревообрабатывающее предприятие ООО «Городник», построенное в первой половине 2010-х годов на месте молочной фермы.